# 麗沙病毒屬
麗沙病毒屬（英語：Lyssavirus），又稱狂犬病毒屬，一種核糖核酸病毒，屬於單股反鏈病毒目炮彈病毒科。它的名稱來自希臘神話中的麗沙（Lyssa），主管瘋狂、發狂的女神。這個屬的病毒中，包括了狂犬病的致病病毒，狂犬病病毒（Rabies virus）。

## 分類
麗沙病毒屬中的病毒演化上分成兩個分支，而依據他們基因體的相似特性被分成15個群組。這些同屬病毒皆擁有相似抗原，其中，第一型是典型的狂犬病病毒（Rabies virus，RABV），它會引發狂犬病，通過傷口感染，有致命危險，哺乳類動物廣泛受到此病威脅，包括靈長目、食肉目、翼手目等目。
在此屬中的其他群病毒則被歸類於類狂犬病病毒，這些病毒不會造成狂犬病，主要發現於蝙蝠身上。
15种病毒按进化距离的远近可以分为三个谱系，分类的依据是G蛋白胞外区以及血清学交叉活性的遗传差异。其中现有的疫苗只对第一谱系的病毒有用，也就是说如果被二三谱系的病毒感染是没的办法预防的。
- 第一谱系：都能在蝙蝠中传播，全能造成蝙蝠死亡病例。其中只有RABV可以在食肉动物中传播。
  - 狂犬病病毒（Rabies virus，RABV）：可致人死亡。常说的狂犬病毒只是指RABV这一种，该病毒造成了绝大多数的人和其它哺乳动物的病例。RABV现在只在美洲的蝙蝠中有发现，其他各洲的蝙蝠中只有其它14种病毒，但不被RABV感染。但全世界各地引起狂犬病的基本都是RABV。只有RABV的自然宿主可以是其他多种哺乳动物（主要是食肉动物），其他本属病毒只在蝙蝠中发现，即蝙蝠是这些病毒唯一的储存宿主。
  - 阿拉万病毒（Aravan virus，ARAV）
  - 苦盏病毒（Khujand virus，KHUV）
  - 波克罗蝙蝠病毒（Bokeloh bat virus，BBLV）
  - 歐洲蝙蝠麗莎病毒二型（European bat lyssavirus type 2, EBLV-2）：可致人死亡
  - 澳洲蝙蝠麗莎病毒（Australian bat lyssavirus, ABLV）：可致人死亡
  - 伊尔库特病毒（Irkut virus，IRKV）：可致人死亡。2002年发现是包括中国的东亚、东南亚本土起源。
  - 歐洲蝙蝠麗莎病毒一型（European bat lyssavirus type 1, EBLV-1）：可致人死亡
  - 杜文海病毒（Duvenhage virus, DUVV）：可致人死亡
- 第二谱系：均在非洲
  - 蒙古拉病毒（Mokola Virus, MOKV）：可致人死亡。宿主则尚不清楚
  - 希莫尼蝙蝠病毒（Shimoni bat virus，SHIBV）：不能致人死亡，造成蝙蝠死亡病例
  - 拉各斯蝙蝠病毒（Lagos Bat Virus, LBV）：不能致人死亡，造成蝙蝠死亡病例。通过与几十年前南非的LBV样品基因序列比对发现，高达95%的基因是保守的。另一个研究发现，在肯尼亚分离得到的一株LBV，其基因组与22年前在塞内加尔分离得到的LBV有99%的相似性。
- 第三谱系：均不能致人死亡
  - 西高加索蝙蝠病毒（West Caucasian bat virus，WCBV）
  - 伊科马狂犬病毒（Ikoma  lyssavirus，IKOV）
  - Lleidabat病毒LLEBV

根据氨基酸置换率（分子钟，molecular clocks），研究者尝试创造狂犬病病毒属自然历史发展的时间表时发现，狂犬病病毒属的最近公共祖先（the most recent common ancestor，TMRCA）存在于7,000至11,000年前，RABV的TMRCA则存在于900至1,500年前。由此推测北美蝙蝠RABVs的TMRCA大约存在于118~233至220~750年间。